# Detail

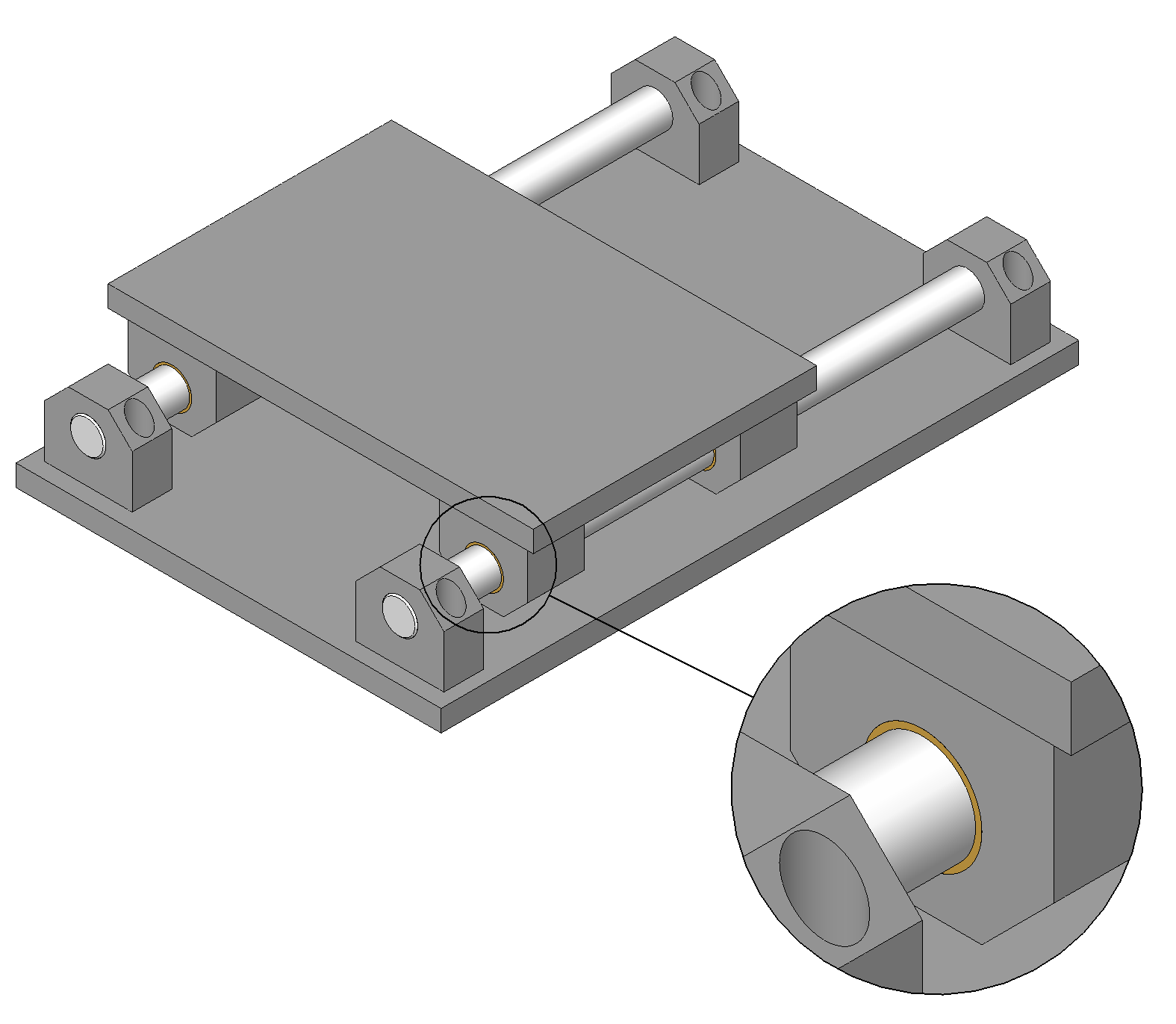
Posuvný stůl a detail

Detail (z francouzského détailler, krájet, rozdělovat) je součást většího celku, podrobnost, zvětšený výřez nebo dílčí pohled.
Ve staré francouzštině se původně používalo ve spojení vendre en détail, prodávat v drobném, doslova v „rozděleném, rozkrájeném“ stavu to, co obchodník nakoupil „ve velkém“ (en gros). Odtud se i ve starší češtině dělili obchodníci na detailisty (maloobchodníky) a grosisty (velkoobchodníky).

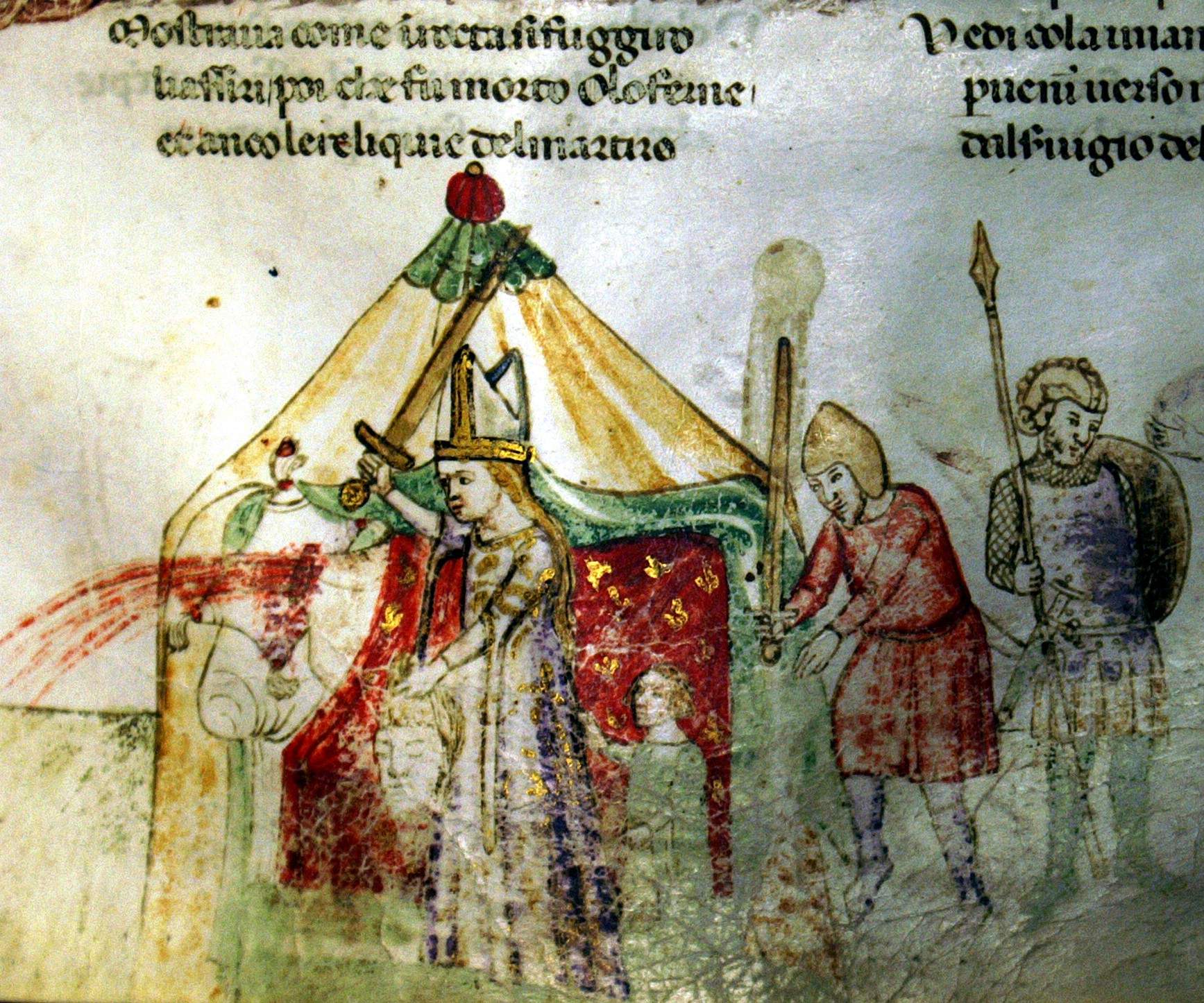
Holofernes, detail
(Rukopis Božské komedie z Altony)

V přeneseném významu, který se rozšířil i do jiných jazyků, pak znamená detail i součástku nebo zvětšený, podrobný pohled na část stavby, obrazu, stroje a podobně.
V běžné řeči znamená "detail" často maličkost, něco bezvýznamného, co lze zanedbat. Naopak německé přísloví "Čert vězí v detailu" (Der Teufel sitzt im Detail) připomíná, že zdánlivé maličkosti mohou ohrozit i velké projekty. Detaily jsou např. Malé vyryté / vytesané části na sloupu.